# سنت ولفگانگ ایم سالتسکامرگوت
سنت ولفگانگ ایم سالتسکامرگوت (به آلمانی: St. Wolfgang im Salzkammergut) یک منطقهٔ مسکونی در اتریش است که در ناحیه گموندن واقع شده‌است. سنت ولفگانگ ایم سالتسکامرگوت ۵۶٫۶ کیلومتر مربع مساحت دارد ۵۴۸ متر بالاتر از سطح دریا واقع شده‌است.